# Gabrijela Žalac
Gabrijela Žalac, née 4 février 1979 à Vinkovci, est une femme politique croate, ministre du Développement régional et des Fonds communautaires du gouvernement d'Andrej Plenkovic d'octobre 2016 à juillet 2019.

## Biographie

### Formation
Gabrijela Žalac est diplômée en économie à l'Université d'Osijek et poursuit des études de troisième cycle en gestion dans la même université.  

### Carrière politique
Pendant plus de dix ans, Gabrijela Žalac travaille au développement et à la mise en œuvre de projets, notamment en utilisant des fonds européens.  Elle est notamment directrice du département des affaires étrangères et européennes de l'administration du comté de Vukovar-Srijem et présidente de l'agence de développement régional "Hrast".
En octobre 2016, sur la recommandation du parti de la Communauté démocratique croate, elle est nommée ministre du Développement régional et de la Gestion des fonds européens au sein du gouvernement d'Andrej Plenkovic.  Elle occupe ce poste jusqu'en juillet 2019.
En 2019, elle renverse un enfant de 10 ans à Vinkovci en conduisant avec un permis non valide. Elle doit payer 500 HNK d'amende. L'enfant est sérieusement blessé aux jambes.
En 2021, elle est arrêtée par le bureau du procureur général européen pour fraude sur les fonds européens, et fait l'objet d'une enquête en 2023,.